# Ustica
Ustica [ˈustika] ist eine kleine vulkanische Insel im Tyrrhenischen Meer nördlich von Sizilien. Ustica ist auch der Name der einzigen Gemeinde auf der Insel, die zur Metropolitanstadt Palermo und damit zur Autonomen Region Sizilien gehört und 1309 Einwohner hat (Stand 31. Dezember 2023).

## Lage und Daten

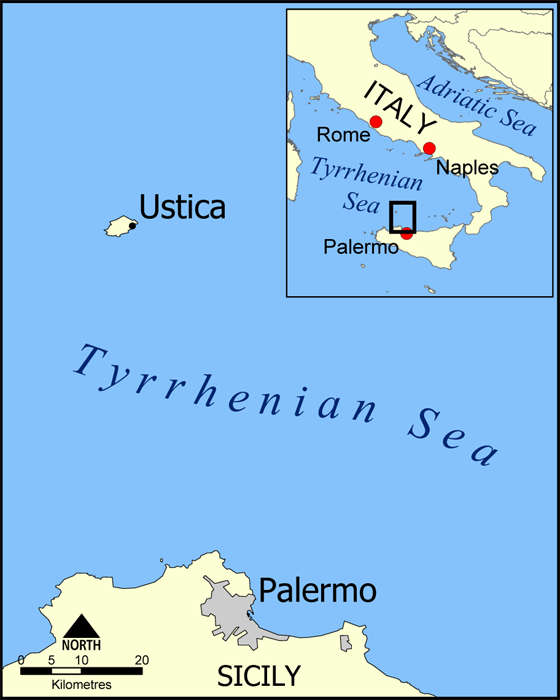
Lage von Ustica

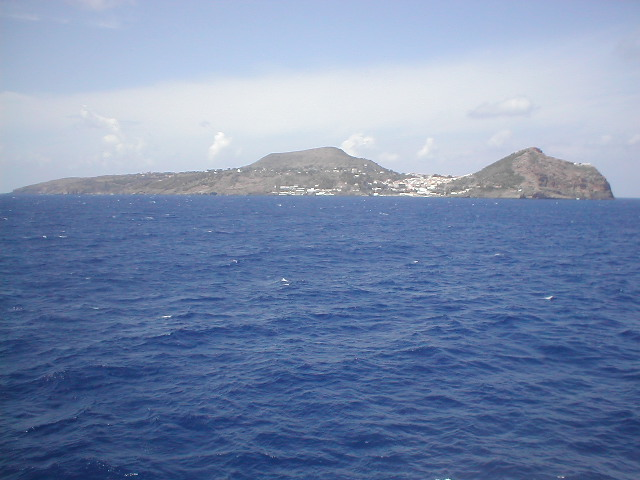
Insel Ustica von Osten gesehen

Die Insel Ustica hat eine Fläche von 800 ha, höchste Erhebung ist der Monte Guardia dei Turchi mit 240 m. Die Insel liegt 66 km von der Provinzhauptstadt Palermo entfernt.

## Wirtschaft und Verkehr
Die Bewohner leben überwiegend von der Landwirtschaft. Die fruchtbaren Böden werden für den Anbau von Getreide, Oliven, Wein und Zitrusfrüchten genutzt. Weitere Erwerbsquellen sind Fischerei und Tourismus. Täglich verkehren mehrere Fähren zwischen Palermo und Ustica. Die Überfahrt dauert 1½ bis 2 Stunden.
Die Insel ist ein beliebtes Ziel für Taucher. Vor Cala Santa Maria gibt es unter Wasser römische Ruinen und Schiffswracks. Bekanntester Tauchplatz ist die Grotta dei Gamberi, eine Höhle, in der Einhorn-Garnelen (Plesionika narval) leben. Daneben gibt es rund um die Insel Seegrasflächen und Felsen, die zu den besten Tauchplätzen im Mittelmeer gehören. In einem Wrack am Tauchplatz Secca della Colombara halten sich große Barrakudaschwärme auf.

## Geschichte

### Antike
Funde belegen, dass die Insel im 15. Jahrhundert v. Chr. bewohnt war. Entdeckt wurde u. a. ein durch eine noch erhaltene Wehrmauer geschütztes bronzezeitliches Dorf, I Faraglioni. Die Funde zeigen Parallelen zur mittelbronzezeitlichen Milazzese-Kultur der Liparischen Inseln (ca. 1450–1270 v. Chr.). Die Griechen nannten die Insel Osteodes („Beinhaus“), da dort Tausende von Meuterern aus Karthago verhungert waren. Seit der römischen Herrschaft heißt die Insel wegen des schwarzen Lavagesteins Ustica (von ustum „verbrannt“).
In der weiteren Geschichte stand sie unter der Herrschaft der Araber und der Normannen. Bis in das 18. Jahrhundert war die Insel häufigen Piratenüberfällen ausgesetzt.

### Moderne
1763 kam Ustica in den Besitz des Hauses Bourbon-Sizilien. Es wurde eine Festung mit zwei Wehrtürmen errichtet und die Inselhauptstadt gegründet. Einwanderer von den Liparischen Inseln besiedelten das Gebiet. Erzherzog Ludwig Salvator verfasste eine detaillierte Beschreibung der Insel. Als die Bevölkerung in der zweiten Hälfte des 19. Jahrhunderts und zu Beginn des 20. Jahrhunderts stark anwuchs, wanderten viele Familien nach Amerika aus und siedelten sich vorwiegend in der Gegend von New Orleans an.

### Italienischer Faschismus
Während des italienischen Faschismus war die Insel Verbannungsort (confino) von politischen Gegnern wie zum Beispiel Antonio Gramsci und Amadeo Bordiga, dem Gründer der Kommunistischen Partei Italiens. Während des Zweiten Italienisch-Libyschen Kriegs wurden libysche Aufständische auf der Insel gefangen gehalten.
Nach dem Kriegseintritt Italiens im Juni 1940 wurde die Infrastruktur erweitert und die Funktionsbezeichnung angepasst, um „kommunistische Ex-Jugoslawen“ als Internierte in ein neu geschaffendes paralleles Internierungslager (campo di concentramento) einzuweisen. Faktisch lebten Internierte und confinati mit- und nebeneinander. Unter den confinati waren auch Kriminelle, welche die Deportierten bestahlen und ihnen das Leben schwer machten.

### Kalter Krieg
Am 27. Juni 1980 wurde bei Ustica der Itavia-Flug 870 durch eine Rakete abgeschossen oder mit einem Sprengsatz zum Absturz gebracht. Alle 81 Insassen kamen ums Leben. Der Vorfall wird italienisch strage di Ustica ‚Massaker von Ustica‘ genannt.

## Sage
Es wurde versucht, Episoden von Homers Odyssee auf Ustica zu lokalisieren. So wurde die Schwimmende Insel des Windgottes Aiolos unter anderem mit Ustica gleichgesetzt. Der Historiker Armin Wolf schließt aus den geografischen Beschreibungen und Windrichtungsangaben der Odyssee, dass Ustica Aiaia, der Insel der Kirke, entspricht.

## Sehenswürdigkeiten
- Fundstätten aus Bronzezeit
- Museum mit Unterwasserfunden

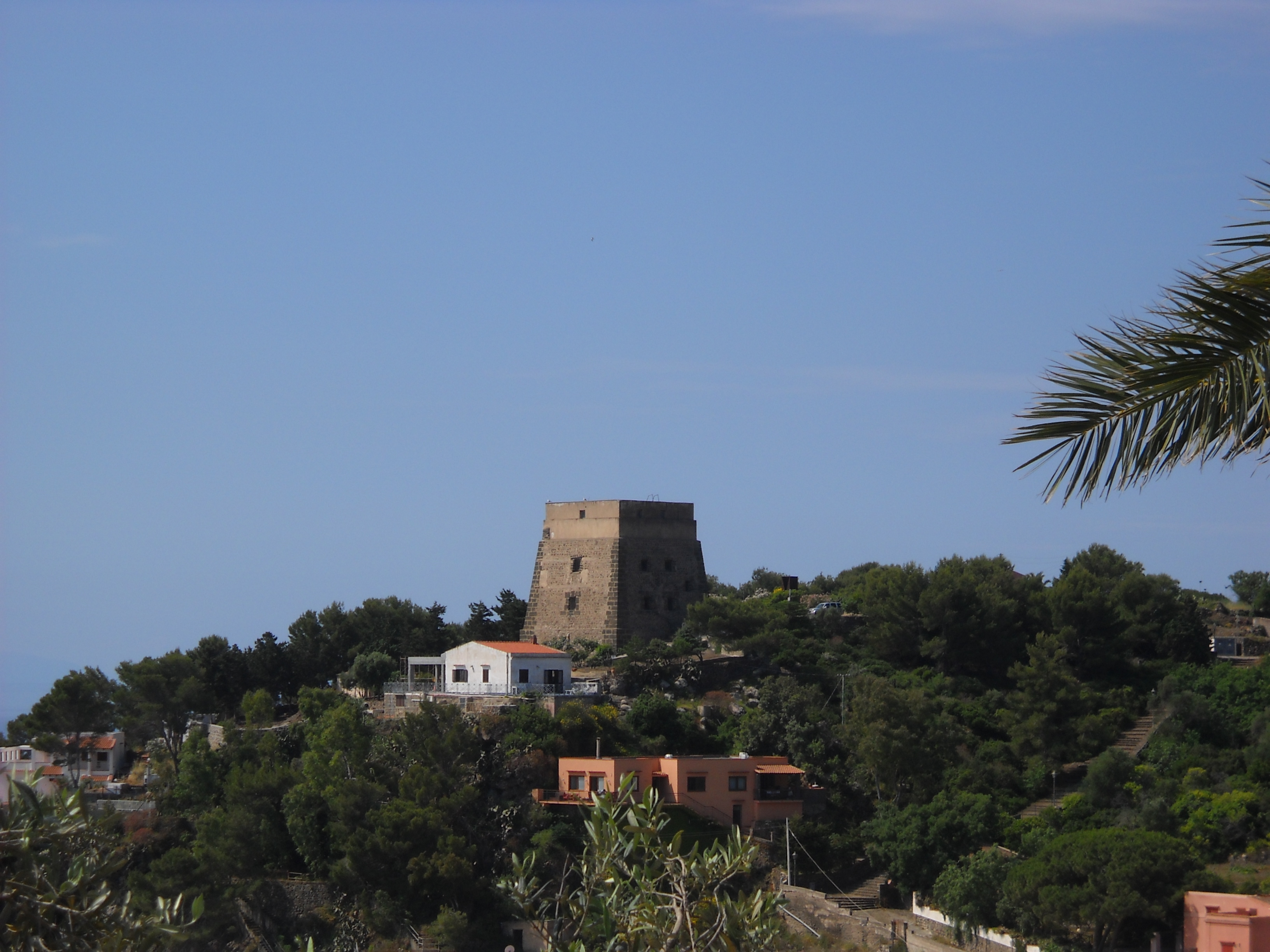
Torre Santa Maria

- Riserva naturale marina Isola di Ustica, Italiens erstes Unterwassernaturschutzgebiet

## Veranstaltungen
- In den Monaten Juni und Juli findet alljährlich eine internationale Ausstellung für Wassersport statt.
- Die inseltypischen farbenprächtigen Häuserfronten sind das Ergebnis eines jährlich veranstalteten Wettbewerbs für Wandmalerei.
- Festa di San Bartolomeo: Zu Ehren des heiligen Bartholomäus, seit 1763 Schutzpatron der Insel, wird am 24. August – dem Bartholomäustag – jährlich ein Fest gefeiert. Es umfasst u. a. Bootsrennen, Topfschlagen, künstlerische Darbietungen und ein Feuerwerk.[7]